# Anoba polyspila
Anoba polyspila är en fjärilsart som beskrevs av George Francis Hampson. Anoba polyspila ingår i släktet Anoba och familjen nattflyn. Inga underarter finns listade i Catalogue of Life.